# Żuków-Kolonia
Żuków-Kolonia – wieś w Polsce położona w województwie lubelskim, w powiecie lubelskim, w gminie Krzczonów.
W latach 1975–1998 miejscowość administracyjnie należała do ówczesnego województwa lubelskiego.
Wieś stanowi sołectwo gminy Krzczonów. Według Narodowego Spisu Powszechnego z roku 2011 wieś liczyła 120 mieszkańców.
Wieś jest siedzibą rzymskokatolickiej parafii Matki Bożej Królowej Polski w Żukowie.